# Ecovía (Quito)
El Troncal Oriental Ecovía es una línea de transporte público de la ciudad de Quito, capital de Ecuador. Forma parte del sistema Metrobus-Q, que es constituyente a su vez del Sistema Integrado de Transporte Metropolitano de la ciudad (SITM-Q). Su planificación y construcción se realizó durante la alcaldía de Roque Sevilla (1998-2000), aunque fue inaugurada en los primeros meses de la administración de Paco Moncayo (2000-2009). Se convirtió en el segundo sistema planificado de transporte masivo de la urbe, después del Trolebús, inaugurado en 1995.
Mediante sus carriles exclusivos, el corredor recorre parte del flanco nororiental de la urbe a través de las avenidas 6 de Diciembre, Gran Colombia y Pichincha, conectándolo desde el centro-norte, en la estación Río Coca, hasta el centro histórico, en el Playón de La Marín. Su servicio longitudinal principal se extiende a los sectores periféricos mediante un sistema de buses urbanos denominados "alimentadores".
El ecovía está integrado con las tarifas del sistema metropolitano, por lo que el costo del servicio es de 0,35 USD e incluye las conexiones a los otros corredores y alimentadores (con excepción de las rutas Q23, Q24 y Q31).

## Historia
La Ecovía se planificó para conectar el centro con el noreste de la ciudad a finales de la década de los años 90. Una vez construida, se estableció al consorcio Tranasoc, conformada por varias cooperativas de buses urbanos, como encargada de operar el corredor y que debía comprar los buses articulados. Como esto no se consiguió, se inició una fase de pruebas con unidades del Trolebús y finalmente se adquirieron unidades articuladas a diésel similares a las del TransMilenio de Bogotá, pero de menor capacidad. Es así que en el 2001 se inaugura el tramo entre la terminal Río Coca y la estación Marín Central.
Hacia el año 2005, se planeó la conexión del sistema con el transporte interparroquial de los valles, así que el sistema se extiende hasta el Playón de la Marín enlazando el sistema con los buses del valle de los Chillos, y la terminal Río Coca fue ampliada para servir como terminal interparroquial al valle de Tumbaco.

### Extensión al sur
En el 2005 se empieza a construir una extensión al sur entre La Marín y el estadio de Chimbacalle sobre la avenida Napo la cual se termina en aproximadamente un año. Sin embargo, una vez abierta la extensión, dejó de funcionar al poco tiempo debido a que la mala planificación resultó en una baja demanda, por lo que la extensión se abandonó. Ante esto el Municipio de Quito planeó extender el sistema aún más al sur conectándolo con el Trolebús la Estación El Recreo y llegando por toda la avenida Maldonado hasta el sector de Guamaní en el extremo sur de la ciudad, pero luego esto se cambió para conectar con el terminal interprovincial de Quitumbe. El objetivo era reemplazar varias rutas convencionales por el corredor y así reducir el tráfico.
La extensión de la Ecovía sobre la avenida Maldonado se construye a mediados del 2007 terminando un año después, pero por múltiples problemas no empezó a operar. Se crea entonces el Consorcio Sur Oriental entre varias cooperativas de transporte, pero al no ponerse de acuerdo entre ellas la apertura del corredor se aplaza más, hasta que en el año 2011 el Municipio compra buses articulados para el corredor y poco después comienza finalmente su operación, con las rutas Quitumbe-Universidades y la estación Capulí -Playón de la Marín.
La extensión hasta Guamaní finalmente se construye en la alcaldía de Mauricio Rodas en el año 2015. Esta amplió el sistema con cinco nuevas paradas y una nueva estación localizada sobre el antiguo peaje de Guamaní, reubicando la ruta Quitumbe-Universidades hasta esta nueva estación. La extensión es inaugurada a finales del 2016 con gran adepto del público.

## Unidades
El sistema utiliza autobuses articulados ecológicos con catalizador, aunque la mala calidad del combustible que usan les ha convertido en una fuente contaminación moderada. La capacidad total de cada vehículo es de 160 personas, con tres puertas de entrada y salida en el lado izquierdo de la carrocería más una de emergencia en el lado derecho, oculta bajo tapas automáticas. Poseen un sistema de altavoces que permite al conductor indicar a los pasajeros la próxima parada. La flota original de 2001 fue ampliada y renovada en 2011.
Fabricadas por diferentes marcas, todas las unidades deben poseer exactamente las mismas características. La flota original fue de chasis y motor central Volvo, con carrocería Marcopolo (modelo Viale) y ensamblada en Colombia; mientras que la de 2011 son de similar chasis y motor central, pero carrocería CAIO Induscar (modelo Millennium) e importada directamente de Brasil.
Como identificadores, las unidades de la Ecovía están pintadas en su totalidad de un color marrón rojizo, con pantallas led en el parabrisas para anunciar el circuito al que pertenecen, poseen su número de identificación y placa de vehículo en varias secciones de la carrocería, en la que también lleva la frase "Quito, Distrito Metropolitano".

## Sistema

### Estaciones

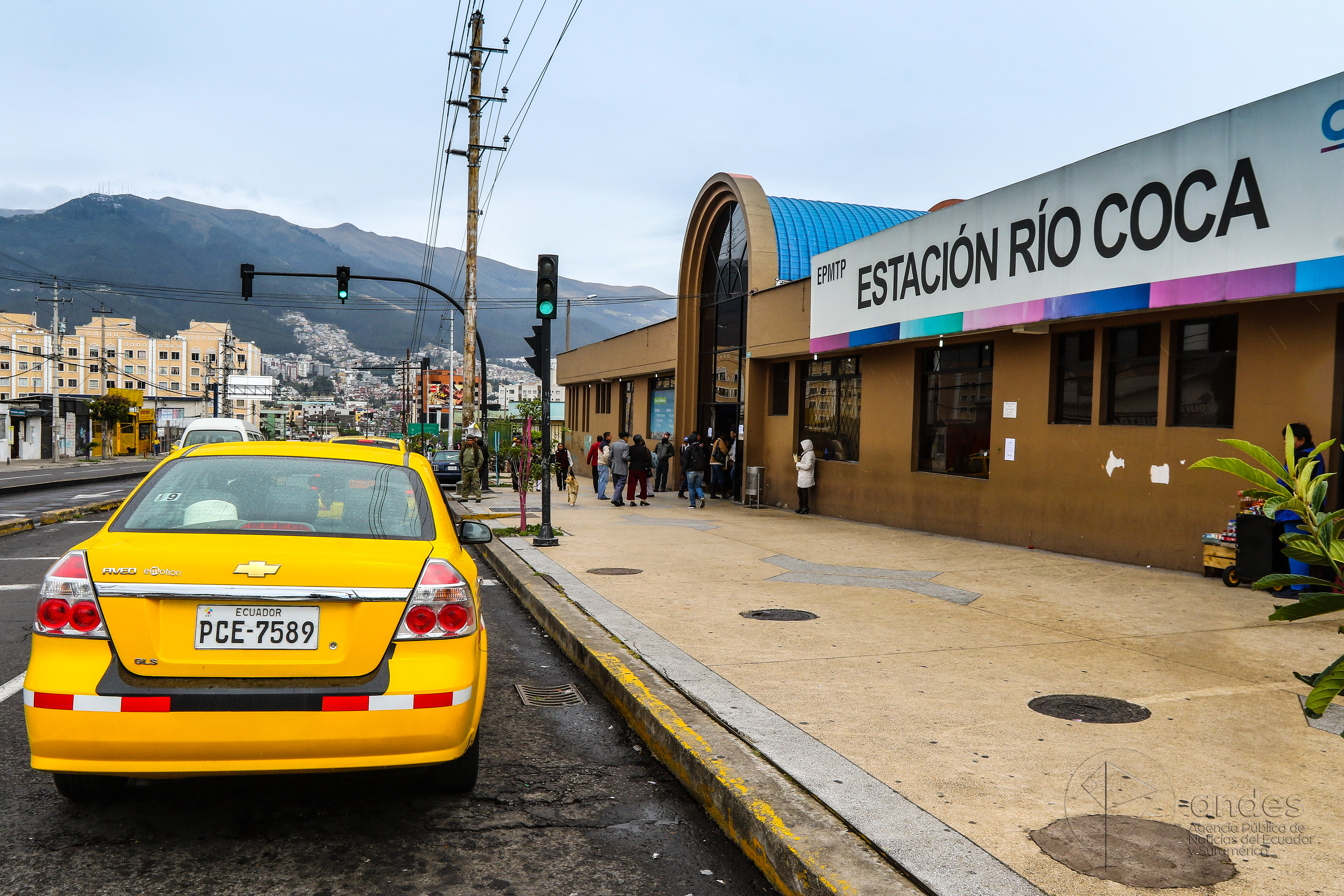
Estación Río Coca, al norte de la ciudad.

La troncal oriental Ecovía cuenta con 51 paradas a lo largo de su recorrido.
A continuación, un detalle de todas las estaciones con los servicios que presta cada una:
| Leyenda                                       |
| --------------------------------------------- |
| Servicio 24 horas                             |
| Servicio 05:30 - 11:30                        |
| Accesibilidad para minusválidos               |
| Información                                   |
| Baños                                         |
| Wifi gratuito                                 |
| Restaurantes                                  |
| N Parada habilitada solo en sentido sur-norte |

| Estación                     | Tipo          | Estado  | Servicios                  | Apertura |
| ---------------------------- | ------------- | ------- | -------------------------- | -------- |
| Estación Río Coca            | integradora   | abierta | Acceso para discapacitados | 2001     |
| Jipijapa                     | parada        | abierta | Acceso para discapacitados | 2001     |
| Los Sauces                   | parada        | abierta | Acceso para discapacitados | 2001     |
| Colegio 24 de Mayo           | parada        | abierta | Acceso para discapacitados | 2001     |
| Naciones Unidas              | parada        | abierta | Acceso para discapacitados | 2001     |
| Benalcázar                   | parada        | abierta | Acceso para discapacitados | 2001     |
| Bellavista                   | parada        | abierta | Acceso para discapacitados | 2001     |
| San Martín                   | parada        | abierta | Acceso para discapacitados | 2001     |
| La Paz                       | parada        | abierta | Acceso para discapacitados | 2001     |
| Orellana                     | parada        | abierta | Acceso para discapacitados | 2001     |
| Baca Ortiz                   | parada        | abierta | Acceso para discapacitados | 2001     |
| Manuela Cañizares            | parada        | abierta | Acceso para discapacitados | 2001     |
| Galo Plaza                   | parada        | abierta | Acceso para discapacitados | 2001     |
| De las Universidades         | parada        | abierta | N                          | 2011     |
| Casa de la Cultura           | parada        | abierta | Acceso para discapacitados | 2001     |
| Eugenio Espejo               | parada        | abierta | Acceso para discapacitados | 2001     |
| Simón Bolívar                | parada        | abierta | Acceso para discapacitados | 2001     |
| Marín Central                | multimodal    | abierta | Acceso para discapacitados | 2001     |
| Playón de La Marín           | multimodal    | abierta | Acceso para discapacitados | 2005     |
| Colegio Montúfar             | parada        | abierta | Acceso para discapacitados | 2011     |
| Teatro México                | parada        | abierta | Acceso para discapacitados | 2011     |
| Estadio de Chimbacalle       | transferencia | abierta | Acceso para discapacitados | 2011     |
| Estación El Recreo           | multimodal    | abierta | Acceso para discapacitados | 1995     |
| Pujíli                       | parada        | abierta | Acceso para discapacitados | 2011     |
| Eplicachima                  | parada        | abierta | Acceso para discapacitados | 2011     |
| San Bartolo                  | parada        | abierta | Acceso para discapacitados | 2011     |
| El Comercio                  | parada        | abierta | Acceso para discapacitados | 2011     |
| Ayapamba                     | parada        | abierta | Acceso para discapacitados | 2011     |
| San Cristóbal                | parada        | abierta | Acceso para discapacitados | 2011     |
| Puente de Guajaló            | integración   | abierta | Acceso para discapacitados | 2011     |
| Pacarillacta                 | parada        | abierta | Acceso para discapacitados | 2011     |
| Estación El Capulí           | integración   | abierta | Acceso para discapacitados | 2011     |
| Otoya                        | parada        | abierta | Acceso para discapacitados | 2011     |
| Quillallacta                 | parada        | abierta | Acceso para discapacitados | 2011     |
| Terminal Terrestre Quitumbe  | multimodal    | abierta | Acceso para discapacitados | 2008     |
| Guayanay Ñan                 | parada        | abierta | [[]]                       | 2016     |
| La Bretaña                   | parada        | abierta | [[]]                       | 2016     |
| El Beaterio Nueva Aurora II  | parada        | abierta | Acceso para discapacitados | 2016     |
| San José de Guamaní Caupicho | parada        | abierta | Acceso para discapacitados | 2016     |
| Santo Tomás                  | parada        | abierta | Acceso para discapacitados | 2016     |
| Terminal Sur Ecovía          | multimodal    | abierta | Acceso para discapacitados | 2016     |

### Circuitos troncales
Que son recorridos por las unidades articuladas a lo largo de carriles exclusivos con una única parada para ambos sentidos (norte-sur y sur-norte). En el caso particular de la Ecovía, existen ocho circuitos:
| Código | Circuito                            |
| ------ | ----------------------------------- |
| E1     | T.Sur Ecovía - De las Universidades |
| E1M    | T.Sur Ecovía - Marín Central        |
| E2     | Río Coca - Quitumbe                 |
| E3     | Río Coca - Playón de La Marín       |
| E4     | Quitumbe - Playón de La Marín       |
| E8     | T.Sur Ecovía - Ejido                |

### Rutas alimentadoras
Que sirven al sistema troncal mediante autobuses normales, denominados "alimentadores", y que se desplazan entre las estaciones integradoras hacia los barrios periféricos y otras estaciones del SITM-Q:
| Código | Línea                                     | Operadora                                            | Intervalo   |
| ------ | ----------------------------------------- | ---------------------------------------------------- | ----------- |
| RC17   | Río Coca - Monteserrín                    | Nacional, Quiteño Libre, Transporsel, Reino de Quito | 10 - 20 min |
| RC18   | Río Coca - La Luz                         | Nacional, Quiteño Libre, Transporsel, Reino de Quito | 10 - 15 min |
| RC19   | Río Coca - Agua Clara                     | Nacional, Quiteño Libre, Transporsel, Reino de Quito | 10 - 15 min |
| RC20   | Río Coca - La Bota                        | Alborada                                             | 10 - 15 min |
| RC22   | Río Coca - San Juan de Cumbayá- Pinsha    | Nacional, Quiteño Libre, Transporsel, Reino de Quito | 10 - 15 min |
| RC23   | Río Coca - Zámbiza                        | Nacional, Quiteño Libre, Transporsel, Reino de Quito | 10 - 15 min |
| RC24   | Río Coca - Nayón - San Pedro del Valle    | Nacional, Quiteño Libre, Transporsel, Reino de Quito | 10 - 15 min |
| RC25   | Río Coca - 6 de Julio                     | Nacional, Quiteño Libre, Transporsel, Reino de Quito | 10 - 15 min |
| RC27   | Río Coca - Carapungo - Eloy Alfaro        | Nacional, Quiteño Libre, Transporsel, Reino de Quito | 10 - 15 min |
| RC28   | Río Coca - Carapungo - Simón Bolívar      | Nacional, Quiteño Libre, Transporsel, Reino de Quito | 10 - 15 min |
| RC29   | Río Coca - Llano Chico - Amagasí del Inca | Nacional, Quiteño Libre, Transporsel, Reino de Quito | 10 - 15 min |
| RC71   | Río Coca - Llano Grande - Eloy Alfaro     | Llano Grande                                         |             |
| RC72   | Río Coca - Zabala - 6 de Diciembre        | Calderón                                             |             |
| RC73   | Río Coca - Carcelén                       | Nacional, Quiteño Libre, Transporsel, Reino de Quito |             |
| RC74   | Río Coca - San José de Cocotog            | Reino de Quito                                       |             |

| Código | Línea                                  | Operadora                  | Intervalo   |
| ------ | -------------------------------------- | -------------------------- | ----------- |
| GI07   | T. Sur Ecovia - Porvenir               | Lujoturissa, Ecuatoriana   | 10 - 20 min |
| PI09   | Puente de Guajaló - San Martin         | 6 de Diciembre             | 12 min      |
| CP56   | Capulí - Caupicho                      | Trans Planeta              | 10 - 12 min |
| CP57   | Capulí - La Cocha                      | Trans Planeta              | 10 - 20 min |
| GI58   | T. Sur Ecovia - La Joya                | Ecuatoriana                | 10 - 20 min |
| GI63   | T. Sur Ecovia - San Juan de Turubamba  | Trans Planeta              | 10 - 20 min |
| GI64   | T. Sur Ecovia - Santo Tomás I          | Trans Planeta              | 14 min      |
| GI65   | T. Sur Ecovia - Venecia                | Trans Planeta              | 10 - 20 min |
| GI66   | T. Sur Ecovia - Héroes de Paquisha     | 7 de Mayo                  | 10 - 15 min |
| GI67   | T. Sur Ecovia - San José de Cutuglagua | Trans Planeta              | 10 - 20 min |
| GI68   | T. Sur Ecovia - Ciudadela Lozada       | Juan Pablo II              | 10 - 20 min |
| IN70   | T. Sur Ecovia - T. Quitumbe            | Trans Planeta/Translatinos | 17 min      |
| PI76   | Tola - Playón de la Marín - San Roque  | Quitumbe                   | 10 min      |

## SITM-Q
La Ecovía, o línea azul, forma parte de un macro sistema integrado de transporte de buses BRT, al que se denomina Metrobus-Q, y en el que también se encuentran los troncales Central Trolebús (línea naranja) y Occidental (línea morada). Todos manejan un sistema de carriles exclusivos de superficie y paradas determinadas por estructuras uniformes.
El Metrobús-Q forma parte, a su vez, del macro sistema de transporte público de la ciudad de Quito, denominado Sistema Integrado de Transporte Metropolitano (SITM-Q), en el que se incluyen también las compañías de transporte privadas y el sistema de bicicleta pública denominado BiciQuito.